# 凱尼鎮區 (堪薩斯州蒙哥馬利縣)
凯尼鎮區（英語：Caney Township）是位於美國堪薩斯州蒙哥馬利縣的一個行政鎮區。

## 地方資料
凯尼鎮區的面積為176.25平方千米，當中陸地面積為174.50平方千米，而水域面積為1.75平方千米。根據2010年美國人口普查的數據，當地共有人口1366人，而人口密度為每平方千米7.75人。

## 外部連結
- US-Counties.com
- City-Data.com （页面存档备份，存于）